# Rheumaptera subfasciata
Rheumaptera subfasciata är en fjärilsart som beskrevs av Reuter 1893. Rheumaptera subfasciata ingår i släktet Rheumaptera och familjen mätare. Inga underarter finns listade.